# Porte d'Orient (Charroux)
Pour les articles homonymes, voir Porte d'Orient.
La porte d'Orient est une porte de ville située sur la commune de Charroux, au sud du département de l'Allier, en France.

## Description
La porte d'Orient est un élément subsistant de l'enceinte médiévale de Charroux, qui était une « ville close ».
Elle fait partie intégrante de la maison dite du prince de Condé.

## Historique
L'édifice est inscrit au titre des monuments historiques en 1929.